# Apopetelia bipunctifera
Apopetelia bipunctifera là một loài bướm đêm trong họ Geometridae.